# Yakovlev Yak-42
El Yákovlev Yak-42 (en ruso: Як-42, designación OTAN: Clobber) es un avión comercial, trimotor a reacción de alcance medio fabricado por la oficina de diseño soviética (actualmente rusa) Yákovlev, cuyo proyecto comenzó en 1972 como un desarrollo agrandado y con alas en flecha del Yákovlev Yak-40. Realizó su primer vuelo el 7 de marzo de 1975, convirtiéndose en el primer avión comercial producido en la Unión Soviética en ser propulsado por motores turbofán modernos.

## Historia y desarrollo
En respuesta a un requerimiento de la compañía Aeroflot, en el que se pedía un transporte de medio alcance con el que sustituir a los Ilyushin Il-18 y Túpolev Tu-134 por entonces en servicio, el equipo de proyectos de Yákovlev decidió que el proceso de desarrollo podía reducirse considerablemente si se optaba por una versión de mayor capacidad del Yákovlev Yak-40. Se construyeron tres prototipos, el primero con un aflechamiento alar de 11.º y los otros dos con las alas en flecha de 23.º, eligiéndose finalmente la segunda solución para el modelo de producción, al que se le dio la denominación oficial de Yákovlev Yak-42. Este aparato difería también del Yak-40 por presentar todas las superficies caudales aflechadas, dos ruedas en cada tren de aterrizaje principal y una planta motriz de mayor potencia.
El Yak-42 fue construido en la Planta de Aviación Smolensk, entrando en servicio los primeros aviones con Aeroflot a finales de 1980.
Poco después de la introducción del avión en servicio comercial, un gran número de accidentes causados por vibraciones en la sección de la cola obligó a las autoridades a suspender su uso (ver Vuelo 8641 de Aeroflot). Después de las modificaciones necesarias, el Yak-42 volvió a utilizarse en la Unión Soviética en 1985. El modelo nunca fue exportado, y sólo después de la transición política de la Unión Soviética, unos pocos fueron enviados a algunos países de África, Cuba, Pakistán, y la antigua Yugoslavia.
Los modelos actuales incluyen al Yak-42 en la versión sin modificaciones, el Yak-142 con un mayor grosor y peso, y el Yak-42D-100 con aviónica occidental. En 1997, Yákovlev anunció el desarrollo del Yak-42A, una versión mejorada del Yak-42D, con mayor alcance y cabina modernizada.
Como dato adicional, la Fábrica de aviones comerciales de Saratov fue cerrada en marzo de 2011. En dicha planta permanece abandonado un fuselaje sin terminar. Debido al cierre de la empresa, los aviones comerciales fabricados aquí quedaron sin respaldo. Es la primera vez que una fábrica aeronáutica de la antigua Unión Soviética/Rusia deja sin respaldo un producto comercial activo como las Aeronaves Yak-40 o Yak-42.[cita requerida]

## Operadores

### Civiles
En septiembre de 2009, un total de 67 Yákovlev Yak-42 de los 188 que se fabricaron permanecían en servicio activo. 
Los principales operadores civiles son:
 Rusia
- KrasAvia (1)[4]
- Izhavia (1)[5]

 Ucrania
- Lviv Airlines

### Antiguos Operadores

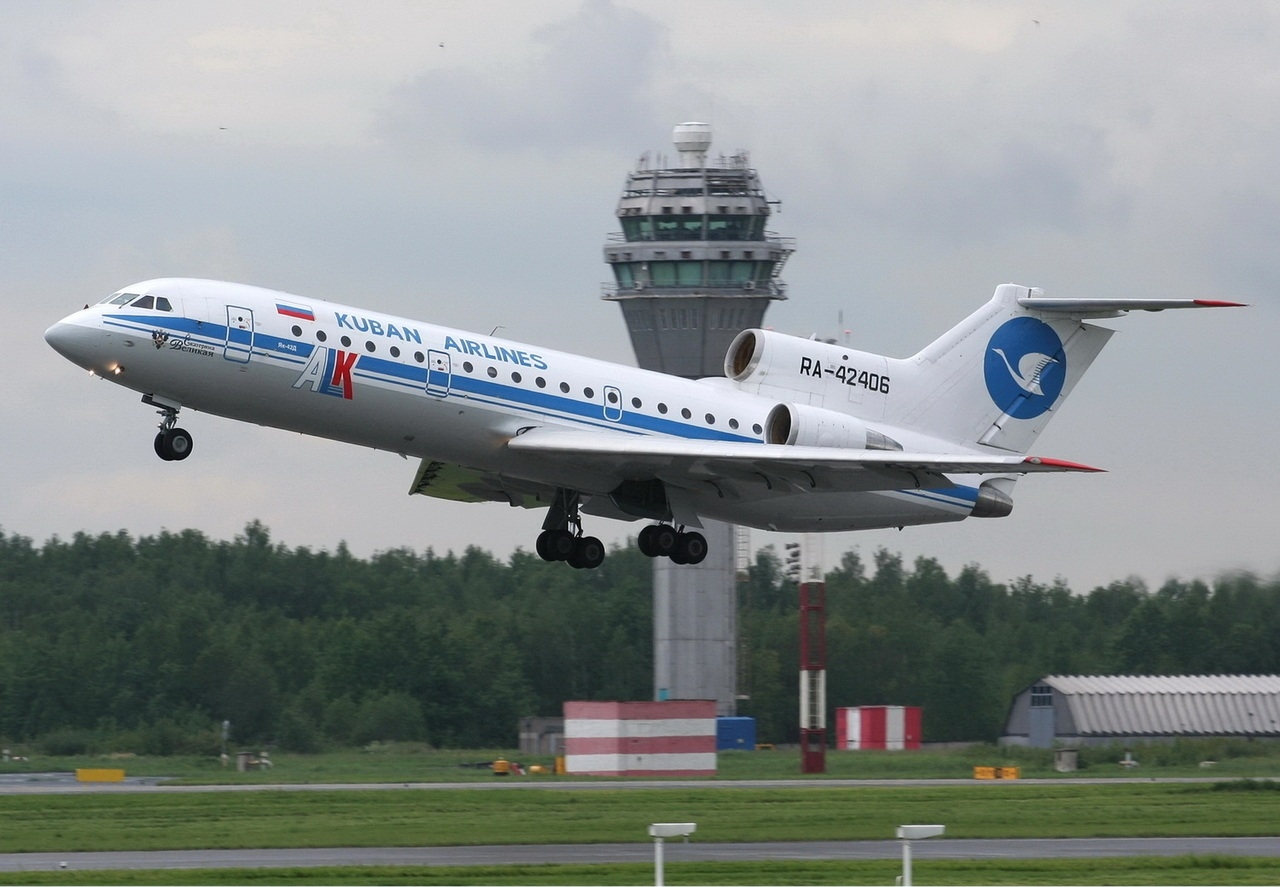
Yak-42D de Kuban Airlines

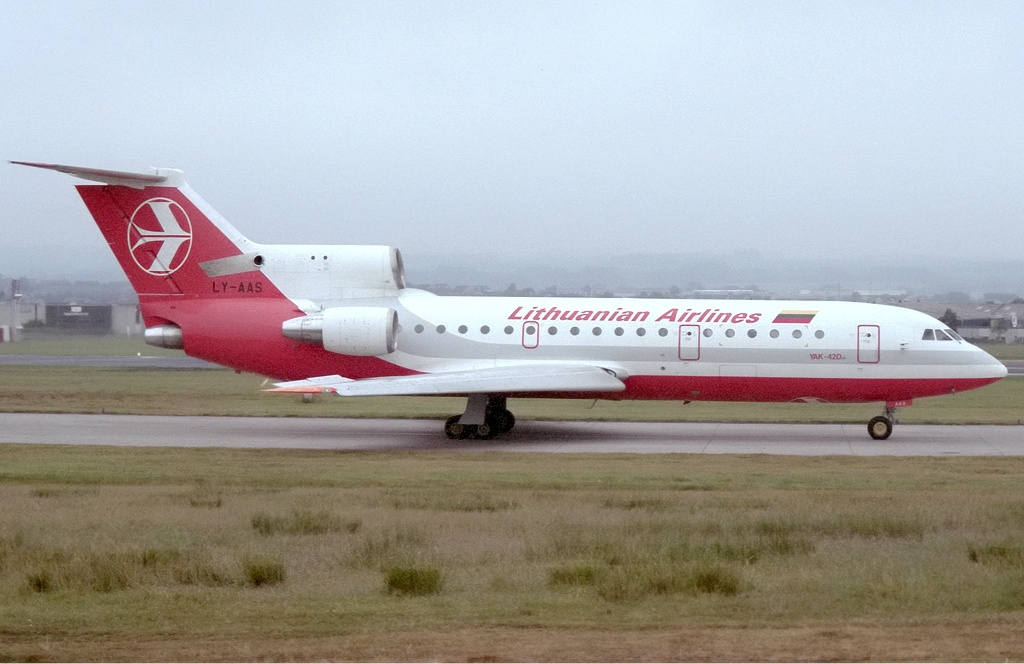
Yak-42D de Lithuanian Airlines

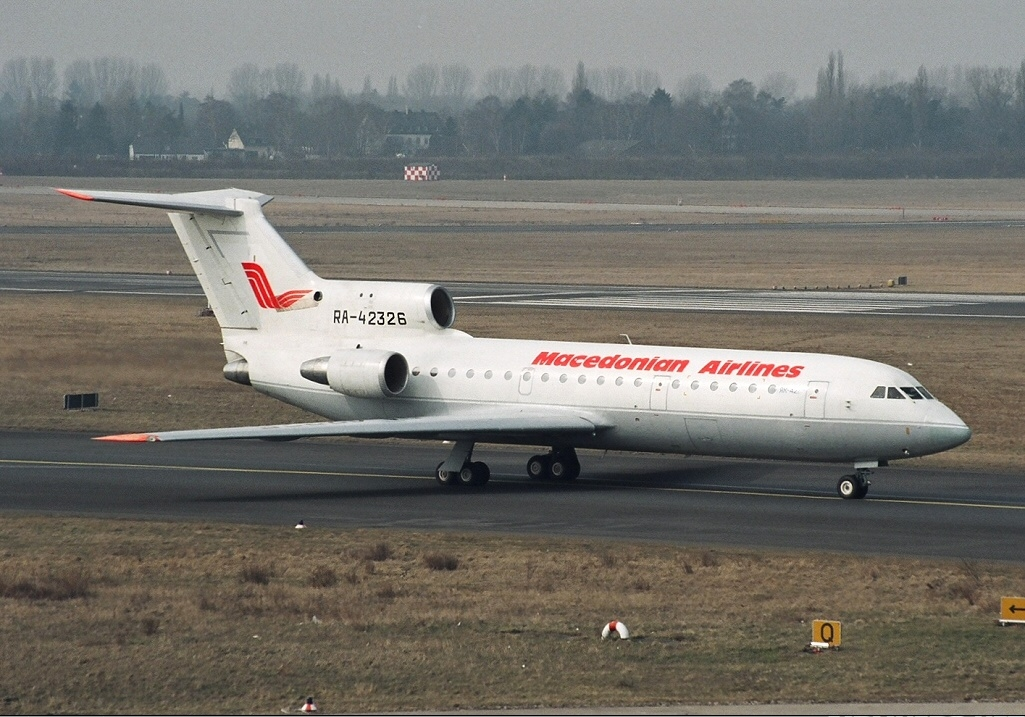
Yak-42D de MAT Macedonian Airlines

#### América
Cuba
- Cubana de Aviación

#### Asia
Kazajistán
- Scat Air

 Pakistán
- Bhoja Air

#### Europa
Lituania
- Lithuanian Airlines

 Macedonia del Norte
- MAT Macedonian Airlines

 Moldavia
- Air Moldova

 Rusia
- Aeroflot (1)[6]
- Alania Airlines
- Elbrus-Avia
- Gazpromavia (1)
- Grozny Avia
- Karat
- Kuban Airlines
- RusAir
- Saravia
- Tatarstan Airlines
- Turukhan Airlines

 Ucrania
- DonbassAero

## Variantes
- Yak-42A: versión equipada con aviónica AlliedSignal. Eventualmente fue desarrollada en el Yak-142.

- Yak-42B: fue una versión planeada que usase aviónica Bendix.

- Yak-42D: versión con autonomía aumentada, se le añadieron tanques de combustible extra en el centro del fuselaje con capacidad de 3100 litros cada uno. Estos fueron únicamente utilizados por Cuba y China.

- Yak-42F: segunda conversión especial del Yak-42, estaba diseñado para llevar a cabo trabajos de investigación geofísica. Entre sus diferencias con otras versiones, este incluía sensores electro-ópticos de alta definición en dos grandes vainas cilíndricas ubicadas debajo de cada ala.

- Yak-42LL: la primera conversión importante del Yak-42. Fue utilizada para probas los motores D-236 turboprop. El motor de prueba fue montado en el lado de estribor, en el lugar del motor número 3. Esta versión voló por primera vez el 15 de marzo de 1991 y fue exhibido en el Salón Aeronáutico de París.

- Yak-42M: una propuesta de una versión del avión que se esperaba y entrara en servicio en 1987. Los cambios incluían el uso de motores D-436, mayor capacidad de combustible, una clavija de 45 dm en la cola para incrementar la capacidad de pasajeros de 156 a 168 y un MTOW de 66.000kg. En 1991 esta versión se modificó muchas veces, algunas incluían el uso de motores PS-90, pero luego esta versión fue llamada Yak-242.

- Yak-42ML: versión fabricada para cubrir rutas internacionales, con diferencias menores en la decoración interior, información en distintos idiomas para la tripulación y pasajeros y equipo de mantenimiento en tierra. Esta versión entró en servicio en 1981 en la ruta Leningrado-Helsinki.

- Yak-42R: versión diseñada únicamente para probar el radar del Yak-141.

- Yak-42T: fue una propuesta para un avión de carga STOL con alas sin barreras, una puerta trasera grande con una rampa, una cola doble aleta, y el motor N.º 3 se colocaría en una góndola corta directamente sobre la parte trasera del fuselaje.

- Yak-142:  fue un prototipo de una versión sustancialmente mejorada. Un año después de la propuesta de este, este avión fue rediseñado como el Yak-142. En este se incorpora una serie de mejoras importantes como spoilers nuevos diseñados para recuperarse de perdidas, y unos alerones mejorados para un mejor despegue, la puerta de embarque de la cabina fue ensanchada para que pudiese ser acoplada a pasarelas de embarque telescópicas, la insonorización se aumentó, e las versiones de serie la capacidad se aumentó a 120 pasajeros. El avión entró en producción en Sarátov y se construyeron pocas unidades.

- Yak-242: fue un diseño planeado pero nunca pasó de la mesa de diseño. En lugar de este, se diseñó el Ms-21 que esencialmente es una variante de este avión.

## Accidentes e incidentes
- El 28 de junio de 1982 un Yak-42 de Aeroflot se estrella al sur de la RSS de Bielorrusia. Cubría la ruta Leningrado-Kiev, cuando a 9100 m un mal funcionamiento hizo que la aeronave se estrellara a 200 km de su destino matando a las 132 personas a bordo.

- El 14 de septiembre de 1990 un Yak-42 de Aeroflot que cubría la ruta Volgogrado-Sverdlovsk se estrelló mientras realizaba la aproximación a 1,7 km de la pista muriendo 4 de los 129 pasajeros a bordo.

- El 31 de julio de 1992 un Yak-42D perteneciente a China General Aviation Corporation que volaba desde Nankín hacia Xiamen se estrelló por no poder tomar altitud, luego del despegue. Al volver a aterrizar, el avión se estrelló y estalló en llamas, matando a 108 de las 126 personas a bordo.

- El 20 de noviembre de 1993 un Yak-42D perteneciente a Aviaimpex que cubría la ruta Génova-Skopie se estrelló luego de un aterrizaje abortado en el Aeropuerto de Ohrid, el avión fue desviado a ese aeropuerto por mal tiempo en su aeropuerto principal.

- El 17 de diciembre de 1997 un Yak-42 perteneciente a Aerosweet Airlines que cubría la ruta Odesa-Salónica se estrelló contra el Monte Olimpo durante un segundo intento de aproximación a Salónica. El avión estaba manteniéndose a 1000 m debido al excesivo tráfico. Las grabaciones de la torre indican que después de la aproximación frustrada, la tripulación informó que se dirigían al norte, cuando en realidad se dirigían hacia el oeste. Una investigación reveló que la tripulación tenía escasa formación, voló demasiado bajo y no sabía cómo utilizar el equipo de radar. Un segundo accidente se produjo cuando un avión C-130 de transporte en su camino para recoger a las tropas para ayudar en la búsqueda, se estrelló en la montaña Pastra.

- El 25 de diciembre de 1999 un Yak-42D perteneciente a Cubana de Aviación que cubría la ruta Habana-Valencia (Venezuela) se estrelló durante la aproximación al Aeropuerto Internacional Arturo Michelena luego de estar 45 minutos en espera. El avión se estrelló contra la Cordillera de Tocuyito y estalló en llamas. En ese momento el aeropuerto de Valencia se estaba utilizando como principal aeropuerto de Venezuela debido a las fuertes inundaciones que azotaban al estado Vargas, y al Aeropuerto Internacional Simón Bolívar que se encuentra en el mismo.

- Accidente del Yak-42 en Turquía: el 26 de mayo de 2003, un Yak-42D de UM Air colisionó cerca de Macka, Trabzon (Turquía), mientras trasladaba a 62 militares españoles desde Afganistán a la Base Aérea de Zaragoza. Las 75 personas a bordo fallecieron.

- Accidente del Yak-42 del Lokomotiv Yaroslavl: el 7 de septiembre de 2011 un Yak-42 cayó a tierra después de partir del aeropuerto de la ciudad de Yaroslavl, provocando 43 muertos y un herido grave (que finalmente murió en el hospital). El avión transportaba al equipo de hockey sobre hielo Lokomotiv, de Yaroslavl, que se dirigía a Minsk, la capital de Bielorrusia, donde iba a jugar contra el Dinamo de Minsk en el partido inaugural de la temporada de la Liga Continental de hockey.

## Especificaciones (Yak-42D)

### Características generales
- Capacidad: aprox. 120 pasajeros (usualmente 8 en primera clase y 96 en clase económica)
- Largo: 36,38 m
- Envergadura: 34,88 m
- Alto:9,83 m
- Peso vacío: 34.500 kg
- Peso cargado:
- Planta motriz: 3 x ZMKB Progress D-36, de 64 kN cada uno

### Prestaciones
- Velocidad normal máxima: 810 km/h
- Alcance: 4.100 km
- Techo de vuelo: 8.800 m

El Yak-42 puede volar con sólo 2 motores y mantener el nivel de vuelo.

### Desarrollos relacionados
- Yakovlev Yak-40

### Aeronaves similares
- Boeing 727
- Hawker Siddeley Trident
- Tupolev Tu-154